# Ernest Gold
Ernest Gold (Viena, Àustria, 13 de juliol de 1921, - Santa Monica, Califòrnia, 17 de març de 1999) fou un compositor de cinema austríac nacionalitzat estatunidenc.

## Sinopsis biogràfica
Descendent d'una llarga llista de músics vienesos, Ernest Gold fou un nen prodigi en la dècada de 1920, va escriure les primeres composicions a l'edat de cinc anys. Va estudiar a l'Acadèmia de Viena on va tenir per company a Andre Asriel i a continuació es va veure obligat a traslladar-se als Estats Units quan Hitler va envair Àustria. Continuà els estudis amb Otto Cesana i George Antheil. Va canalitzar el seu talent en el cinema el 1946, primer com a arranjador, després com a compositor. Va guanyar un Oscar per la seva partitura per a la pel·lícula Èxode de 1960, i va obtenir nominacions a l'Oscar per On the Beach (1959), It's a Mad Mad Mad Mad World (1963) i The Secret of Santa Vittoria (1967). Fou el director de l'Orquestra Simfònica de Santa Bàrbara, i va ser també el fundador i director de l'orquestra de Los Angeles de la Tercera Edat.

## Carrera
NBC Orchestra va interpretar la primera simfonia de Gold el 1939, només un any després que es traslladés als Estats Units. El 1941, va compondre una simfonia que més tard es va tocar al Carnegie Hall el 1945. Gold es va traslladar a Hollywood el mateix any per treballar amb Columbia Pictures, el seu primer paper significatiu va ser la partitura per al melodrama Girl of the Limberlost (1945). Després d'aquesta oportunitat, Gold va escriure partitures per a altres pel·lícules menors. Durant els següents deu anys, va continuar treballant en pel·lícules de Sèrie B, principalment orquestrant i arrancant música per a pel·lícules occidentals i melodrames.
Stanley Kramer li va demanar que orquestrés Not as a Stranger (No seràs un estrany, 1955). La música de la pel·lícula va ser escrita per George Antheil. Aquesta producció va obrir la porta perquè Gold treballés amb altres partitures escrites per Antheil i orquestrat més pel·lícules de Kramer. Gold va treballar en gairebé totes les pel·lícules que Kramer va fer, incloses A Child Is Waiting (Un nen espera) i It's a Mad, Mad, Mad, Mad World.
Gold va produir la seva primera banda sonora original el 1958 per a Too Much, Too Soon. La seva gran oportunitat va arribar l'any 1959, quan se li va demanar que marqués On the Beach després que Antheil es va emmalaltir i va recomanar Gold per a la feina.
Gold és el més reconegut per compondre la partitura d'Exodus (1960). Va ser contractat per Otto Preminger i, atípicament, va poder veure el rodatge de la pel·lícula. Gold va passar un temps a Israel per escriure la partitura.
El 1968, Gold va escriure un musical de Broadway anomenat I'm Solomon. També va escriure música per a televisió. En la seva vida posterior, Gold va ser el director musical de l'Orquestra Simfònica de Santa Bàrbara. També va fundar la Los Angeles Senior Citizens Orchestra.
Les seves obres de concert inclouen un concert per a piano, un quartet de corda i una sonata per a piano. "Fight for Survival" d'Ernest Gold d'Exodus va ser mostrat per Moby a la seva cançó Porcelain.

## Premis
Les contribucions d'or van ser reconegudes amb nominacions als Oscars i als Globus d'Or. Va guanyar un Globus d'Or el 1960 a la millor banda sonora pel·lícula per On the Beach de 1959. Aquesta pel·lícula també va ser nominada a l'Oscar a la millor banda sonora d'una pel·lícula dramàtica o de comèdia aquell mateix any. El 1960, Exodus de Gold va ser nominat a un Globus d'Or a la categoria de Millor Banda sonora original. La pel·lícula va guanyar un premi de l'Acadèmia a la millor banda sonora d'una pel·lícula dramàtica o de comèdia i un Grammy al millor àlbum de banda sonora. Per les seves contribucions, Gold té gravat el seu nom al Passeig de la Fama de Hollywood. Va ser el primer compositor a rebre aquest honor.

## Vida personal
Gold va estar casada amb la cantant i actriu Marni Nixon des de 1950 fins a 1969. Van tenir tres fills: el músic Andrew Gold (compositor de "Lonely Boy" i "Thank You for Being a Friend"), Martha Carr i Melani Gold. El matrimoni de Gold després de Marni: va ser amb Jan Keller Gold (des de 1975 fins a la seva mort).
Ernest Gold va morir el 17 de març de 1999 a Santa Mònica, Califòrnia, a l'edat de 77 anys per complicacions després d'un ictus.

## Selecció filmográfica
- Smooth as Silk (1946)
- Wyoming (1947)
- Man Crazy (1953)
- The Other Woman (1954)
- Not as a Stranger (1955)
- Fury (1955-1960)
- Affair in Havana (1957)
- The Screaming Skull (1958)
- Too Much, Too Soon (1958)
- The Defiant Ones (1958)
- Tarzan's Fight for Life (1958)
- Battle of the Coral Sea (1958)
- The Young Philadelphians (1959)
- L'hora final (1959)
- L'herència del vent (1960)
- Èxode (1960)
- A Fever in the Blood (1961)
- L'últim capvespre (1961)
- Els judicis de Nuremberg (1961)
- Pressure Point (1962)
- Un nen espera (1963)
- El món és boig, boig, boig (1963)
- El vaixell dels bojos (1965)
- El secret de Santa Vittoria (1969)
- Betrayal (1974)
- The Wild McCullochs (1975)
- La creu de ferro (1977)
- Fun with Dick and Jane (1977)
- Good Luck, Miss Wyckoff (1979)
- The Runner Stumbles (1979)
- Tom Horn (1980)
- Safari 3000 (1982)
- Wallenberg: A Hero's Story (1985)
- Dreams of Gold: The Mel Fisher Story (1986)